# Tournedos-sur-Seine

Tournedos-sur-Seine este o comună în departamentul Eure, Franța. În 1 ianuarie 2018 avea o populație de 99 de locuitori.